# Xã Elgin, Quận Cavalier, Bắc Dakota
Xã Elgin (tiếng Anh: Elgin Township) là một xã thuộc quận Cavalier, tiểu bang Bắc Dakota, Hoa Kỳ. Năm 2010, dân số của xã này là 242 người.